# Медовые водопады
Медовые водопады (карач.-балк. Бал чучхурла) — группа водопадов на реках Аликоновка и Эчки-Баш в Малокарачаевском районе Карачаево-Черкесии, Российская Федерация. Также так называются природно-рекреационный объект и турбаза. Ближайший населённый пункт — Коммунстрой. Расстояние до центра района села Учкекен — 10 км, до города Кисловодска — 20 км.
Группу Медовых водопадов образуют 5 водопадов, из них 3 (Жемчужный, Скрытый и Шумный, или Чёртова мельница) находятся на реке Аликоновке, глубоким каньоном прорезающей Скалистый хребет Северного Кавказа, а ещё 2 (Большой и Малый Медовые) — на речке Эчки-Баш (Козья голова), падающей в Аликоновку с высоты 18 м. Самый высокий из всей группы — Большой Медовый водопад (18 м), а самым мощным считается Жемчужный.
Район, где расположены водопады, относится к Скалистому хребту Северного Кавказа и изрезан долинами каньонов. Правый берег долины реки сложен в основном доломитовыми породами, а левый берег представляет собой крутой скалистый участок. Напротив водопадов есть большая скала. Скала напоминает нос корабля и имеет название Указатель.
На территории природно-рекреационного комплекса находятся турбаза, ресторан, этнографический музей «Карачаевское подворье». Сюда часто возят на экскурсии туристов из Кисловодска и других городов региона Кавказских Минеральных Вод.
Название водопадов происходит от местной легенды, гласящей, что в древности в скалах возле водопадов гнездились пчёлы.

## Транспорт
Городские или пригородные автобусы до Медовых водопадов не ходят. Проще всего добраться до них на экскурсионном автобусе в составе организованной туристической группы. Можно также на такси. Среди туристов популярен также пеший маршрут по ущелью реки Аликоновки от Медовых водопадов до Замка коварства и любви (можно и в обратном порядке).

## Иллюстрации

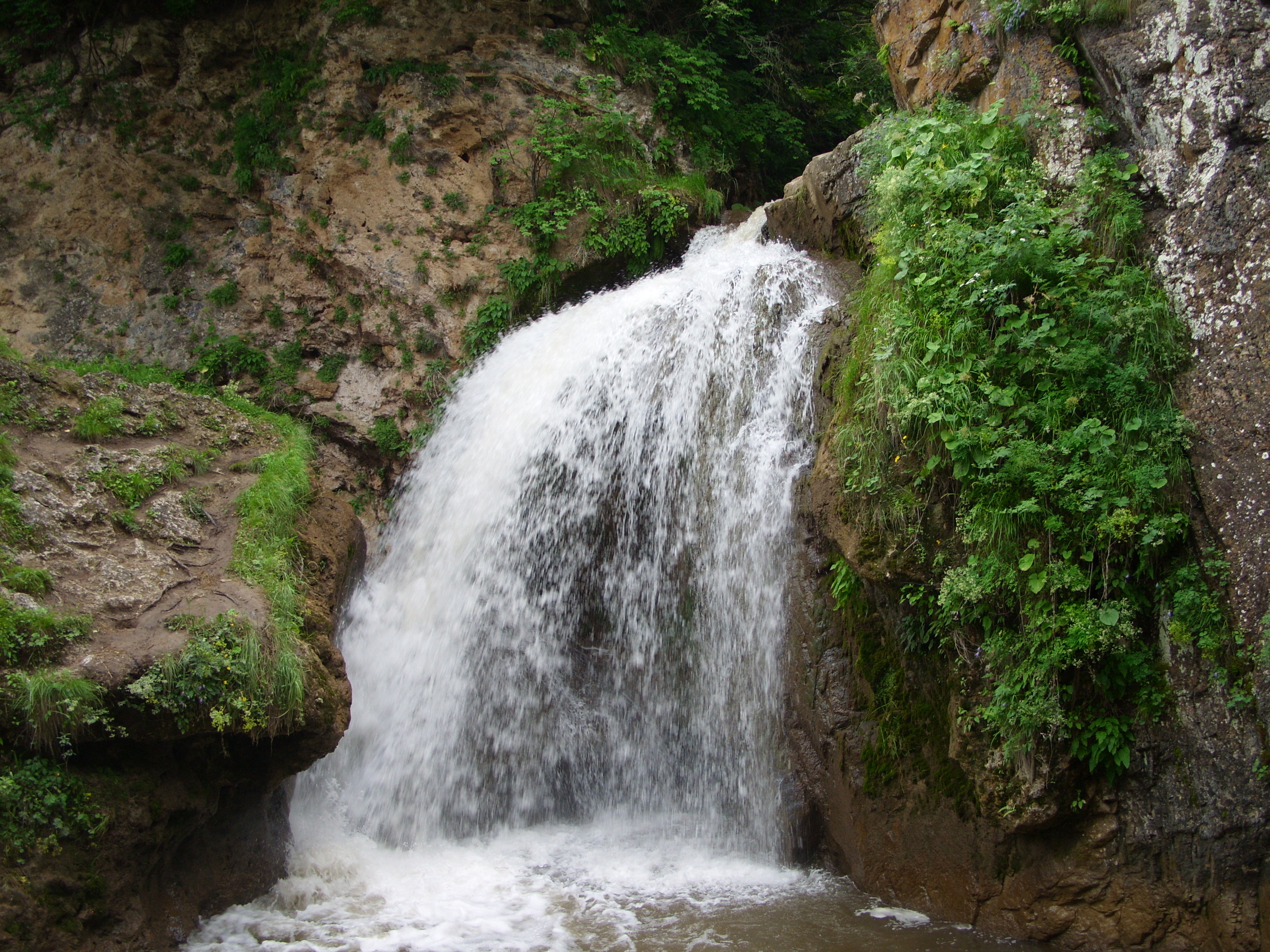
Водопад Жемчужный
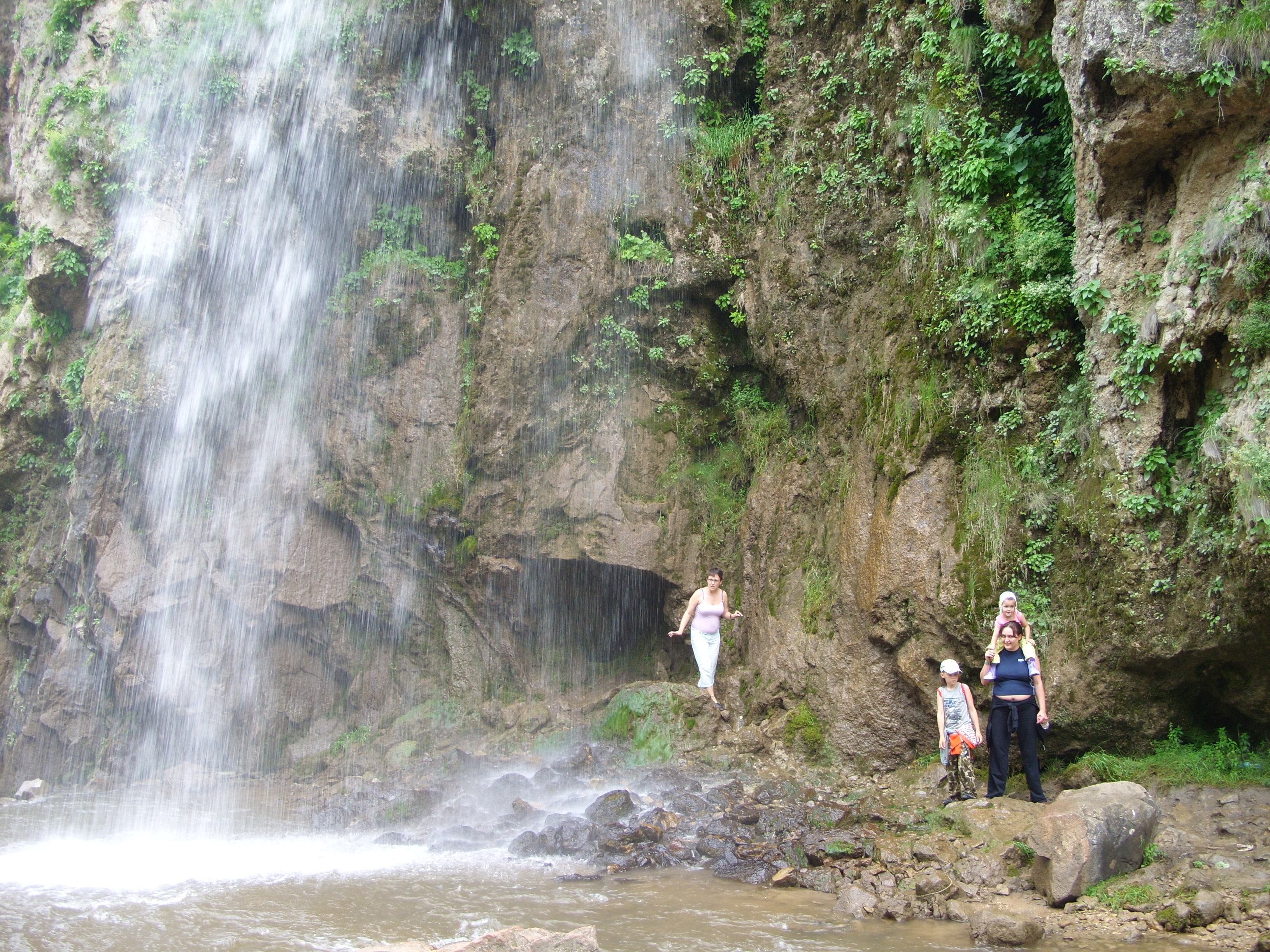
Под Большим
- Река Аликоновка и Медовые водопады
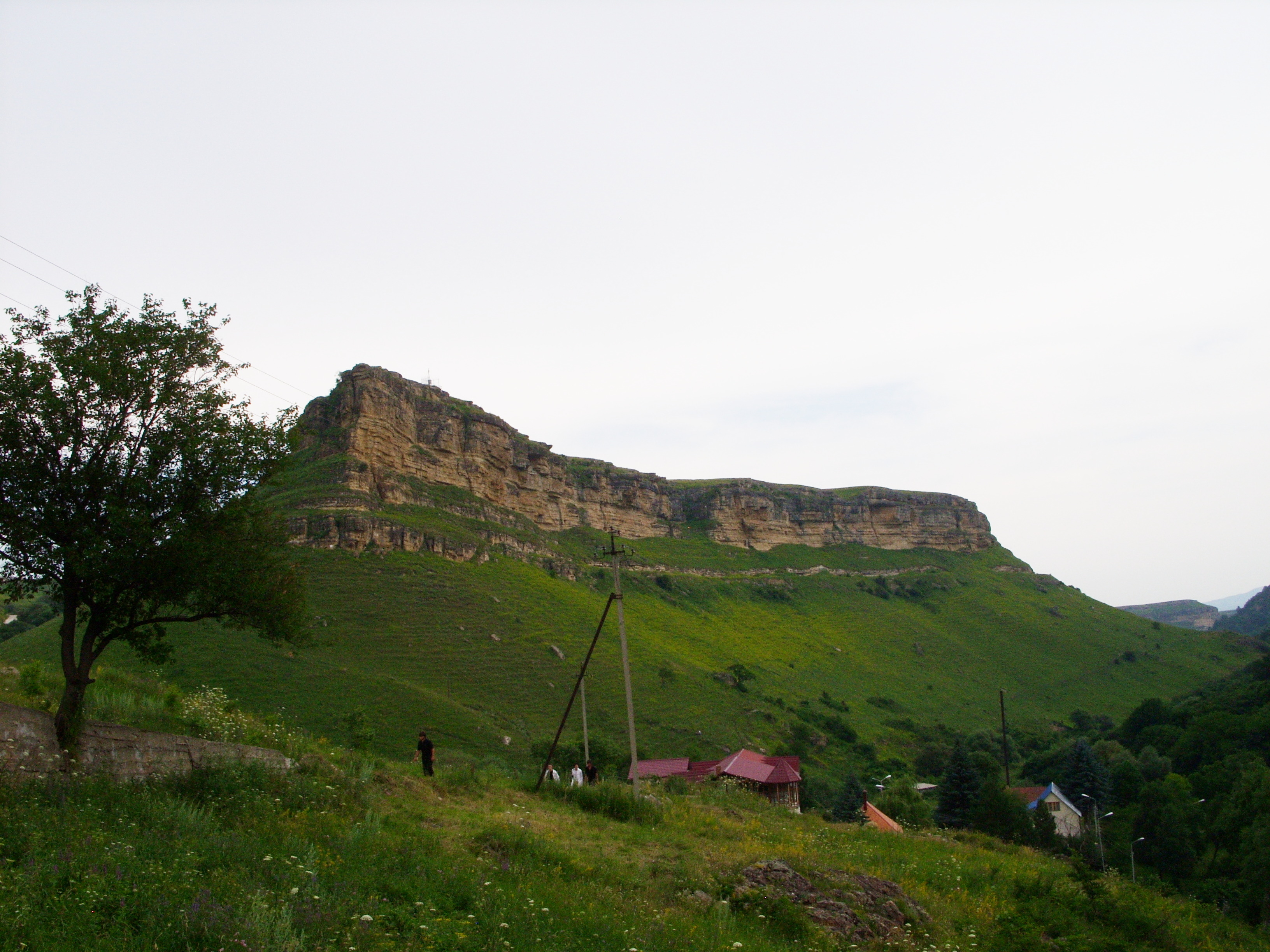
Скала Указатель рядом с водопадами